# Garfield Darien
Pour les articles homonymes, voir Darien.
Garfield Darien (né le 22 décembre 1987 à Lyon) est un athlète français spécialiste du 110 mètres haies. Licencié au club de Clermont Athlétisme Auvergne, il est entraîné par son père, Daniel Darien, également athlète spécialiste de la même discipline. Il arrête sa carriere en septembre 2020.

## Carrière
En 2004, il termine septième de la finale du 110 m haies des Championnats du monde junior de Grosseto avant de remporter l'année suivante la médaille d'or des Championnats d'Europe junior de Kaunas en 13 s 77.
En début de saison 2009, Garfield Darien se classe sixième du 60 m haies des Championnats d'Europe en salle de Turin en 7 s 66 après avoir amélioré son record personnel en demi-finale (7 s 63). Le 17 juillet 2009, l'athlète français établit la meilleure performance de sa carrière sur 110 m haies en prenant la troisième place du Meeting Areva en 13 s 39. Il réalise cette même année les « minimas A » pour les Championnats du monde de Berlin mais il est éliminé en demi-finales en 13 s 57.
Le 30 juillet 2010, il remporte la médaille d'argent des Championnats d'Europe de Barcelone en 13 s 34, derrière le Britannique Andy Turner, en améliorant de deux centièmes de seconde son record personnel. Sélectionné dans l'équipe d'Europe pour la première édition de la Coupe continentale, à Split, le hurdleur lyonnais se classe quatrième de la course en 13 s 75.

### Vice-champion d'Europe (2011, 2012)
Garfield Darien se classe deuxième du 60 m haies lors des Championnats d'Europe en salle de Paris-Bercy, le 4 mars 2011. Devancé de sept centièmes de seconde par le Tchèque Petr Svoboda, il égale son record personnel de 7 s 56 réalisé en début de saison à Karlsruhe. 
Le 21 juillet 2011, il annonce son forfait pour les Championnats du monde d'athlétisme 2011 de Daegu en raison d'une hernie inguinale. Il avait pourtant réalisé les minima en juin à Lausanne (13 s 37). Il représentait une grande chance de médaille française.
Il retarde sa rentrée en 2012, victime d'une luxation de l'épaule gauche le 17 mai à l'entraînement, trois jours seulement avant les « Interclubs ». Sans avoir couru de 110 m haies depuis le 2 juillet 2011, il reprend donc la compétition à Genève le 2 juin 2012. Et il le fait de fort belle manière en réalisant 13 s 32 en séries, nouveau record personnel à la clef. Quelques heures plus tard, il gagne la finale dans un temps de 13 s 24 avec un vent régulier. Qualifié en conséquence pour les Jeux olympiques de Londres, Garfield Darien devient par la même le troisième performeur Français de tous les temps derrière Ladji Doucouré (12 s 97) et Stéphane Caristan (13 s 20). Surtout, il se classe dès sa reprise parmi les douze meilleurs spécialistes mondiaux du 110 m haies en 2012. Premier de sa demi-finale en 13 s 15 (deuxième meilleur temps français), il devient vice-champion d'Europe à Helsinki le 1er juillet 2012.

### Retour (2014)
Sa saison 2013 est gâchée par une mononucléose. Il ne participe ni aux championnats de France mi-juillet ni aux championnats du monde 2013 à Moscou.
Lors des Championnats du monde en salle se déroulant à Sopot, il obtient la troisième place de la finale du 60 m haies en 7 s 47 (record personnel, déjà amélioré lors des demi-finales) derrière l'Américain Omo Osaghae (7 s 45) et le deuxième français, Pascal Martinot-Lagarde (7 s 46)
Le 17 mai 2015, il réalise 13 s 20 à Montgeron, meilleure performance européenne de l'année. Il se qualifie en août suivant pour la finale des championnats du monde de Pékin où il se classe 8e en 13 s 35, après avoir réalisé le 2e meilleur temps de sa carrière en demi-finale, 13 s 17.

### 13 s 09 à Ostrava (2017)
Blessé en 2016 après le meeting en salle de Berlin, Garfield Darien reprend les courses le 15 janvier 2017 à Aubière où il établit la meilleure performance mondiale de l'année provisoire du 60m haies en 7 s 59, minimas pour les Championnats d'Europe en salle de Belgrade. 3e à Düsseldorf en 7 s 53, Garfield Darien termine 2e du meeting indoor de Paris le 8 février en 7 s 54, battu par Pascal Martinot-Lagarde (7 s 51).
Lors de l'Euro en salle, Darien échoue au pied du podium en 7 s 54, battu dans le même temps par le Tchèque Petr Svoboda qui l'avait également battu pour le titre en 2011 à Paris.
Le 1er juin, lors du Meeting de Montreuil, il réalise le très bon temps de 13 s 20 pour se classer 2e de la course, seulement battu par le Jamaïcain Hansle Parchment (13 s 19). Le 28, lors du Golden Spike d'Ostrava, Garfield Darien remporte la course en établissant un nouveau record personnel à 13 s 09 (+ 0,6 m/s), effaçant son vieux record de 13 s 15 de 2012. Ce résultat lui permet de devenir le 3e meilleur performeur français de tous les temps derrière Pascal Martinot-Lagarde (12 s 95) et Ladji Doucouré (12 s 97) et le place 2e au classement mondial de l'année, lui adjugeant ainsi un titre de potentiel favori pour les Championnats du monde de Londres.
Quelques jours plus tard, il s'aligne au Meeting de Paris et se classe 3e de sa série en 13 s 15 et réalise cette même performance en finale, malgré un très mauvais départ.
Le 7 août 2017, Garfield Darien échoue au pied du podium des Championnats du monde de Londres en 13 s 30, à seulement deux centièmes du médaillé de bronze Balázs Baji (Hongrie, 13 s 28).

## Palmarès

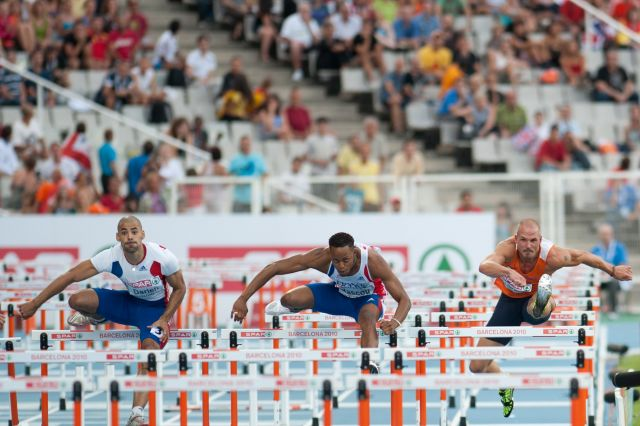
Garfield Darien (à gauche) lors de la finale du 110 m haies des Championnats d'Europe d'athlétisme 2010.

| Date | Compétition                       | Lieu             | Résultat | Épreuve     | Temps   |
| ---- | --------------------------------- | ---------------- | -------- | ----------- | ------- |
| 2005 | Championnats d'Europe juniors     | Kaunas           | 1er      | 110 m haies | 13 s 77 |
| 2009 | Championnats d'Europe en salle    | Turin            | 6e       | 60 m haies  | 7 s 66  |
| 2010 | Championnats d'Europe             | Barcelone        | 2e       | 110 m haies | 13 s 34 |
| 2010 | Coupe continentale                | Split            | 4e       | 110 m haies | 13 s 75 |
| 2010 | DécaNation                        | Annecy           | 2e       | 110 m haies |         |
| 2011 | Championnats d'Europe en salle    | Paris            | 2e       | 60 m haies  | 7 s 56  |
| 2011 | Championnats d'Europe par équipes | Stockholm        | 2e       | 110 m haies | 13 s 64 |
| 2012 | Championnats d'Europe             | Helsinki         | 2e       | 110 m haies | 13 s 15 |
| 2012 | DécaNation                        | Albi             | 3e       | 110 m haies |         |
| 2014 | Championnats du monde en salle    | Sopot            | 3e       | 60 m haies  | 7 s 47  |
| 2015 | Championnats du monde             | Pékin            | 8e       | 110 m haies | 13 s 35 |
| 2015 | Ligue de diamant                  | Ligue de diamant | 6e       | 110 m haies | détails |
| 2017 | Championnats d'Europe en salle    | Belgrade         | 4e       | 60 m haies  | 7 s 54  |
| 2017 | Championnats du monde             | Londres          | 4e       | 110 m haies | 13 s 30 |
| 2017 | DécaNation                        | Angers           | 1er      | 110 m haies | 13 s 57 |

## Records
| Épreuve     | Temps   | Lieu    | Date         |
| ----------- | ------- | ------- | ------------ |
| 60 m haies  | 7 s 47  | Sopot   | 9 mars 2014  |
| 110 m haies | 13 s 09 | Ostrava | 28 juin 2017 |